# Fontvannes
Fontvannes è un comune francese di 586 abitanti situato nel dipartimento dell'Aube nella regione del Grand Est.

## Società

### Evoluzione demografica
Abitanti censiti